# 豪歌空谷
豪歌空谷是加拿大安大略省多倫多北約克的一個住宅社區。它位於當河谷（Don River Valley），以央街、約妙斯道（York Mills Road）及衛信路（Wilson Avenue）的交界處為中心。
豪歌空谷以Hogg家族命名。James Hogg（1797–1839）是蘇格蘭人，於1824年在該地區定居。他經營著一家威士忌酒廠和一家穀物磨坊，被視為山谷中最成功的磨坊主。這個社區的名字通常不帶撇號寫成Hoggs Hollow，但有時亦作Hogg's Hollow。

## 災害
1954年10月15日，該山谷被颶風黑茲爾淹沒，此後人們作出了許多嘗試來管理山谷自然流域的水資源，儘管許多房屋仍然容易受到地下水位的潮濕和洪水的影響。一座連接央街過河的鋼桁架橋遭到破壞，暫時以倍力橋代用，直至新橋建成。
1960年3月17日，發生了俗稱「豪歌空谷災難」（Hoggs Hollow Disaster）的事件。五名年輕的意大利移民工人在豪歌空谷修建水管隧道時被困遇難。事故的細節，他們被困在地下35英尺的狹窄、昏暗的隧道中，引發了公眾對施工缺乏安全標準的強烈抗議。強烈的示威最終促使工作條件得到改善，例如通過了《工業安全法令》（Industrial Safety Act）。

## 外部連結
- Hogg's Hollow neighbourhoods.net profile （页面存档备份，存于）

43°44′20″N 79°24′00″W / 43.739°N 79.400°W